# Mealrigg
Mealrigg – przysiółek w Anglii, w Kumbrii. Leży 28,9 km od miasta Carlisle i 425,8 km od Londynu. W latach 1870–1872 osada liczyła 58 mieszkańców.